# Tiger Tyson
Tiger Tyson (født 20. maj 1977) er en amerikansk homoseksuel pornografisk filmskuespiller, model og pornofilminstruktør. Han har tidligere arbejdet som mandlig eskorte og gogo-danser og har optrådt i mange homoseksuelle publikationer.